# Nicholas Llewelyn Davies
Nicholas «Nico» Llewelyn Davies (24 de noviembre de 1903 – 14 de octubre de 1980) fue un británico, y el más joven de los hermanos Llewelyn Davies, quienes inspiraron a J.M. Barrie para crear a Peter Pan. Si bien no fue inspiración para el primer ensayo del personaje, sí lo fue para la obra de Peter Pan y Wendy de 1911. Era primo de la escritora Daphne du Maurier.

## Primeros años
Cuando nació Nicholas, J.M. Barrie ya era amigo de sus hermanos y su madre Sylvia. Tras la muerte del padre de los niños, Arthur (1907) y su madre (1910), Barrie se convirtió en su tutor (junto con sus tíos Guy du Maurier y Crompton Llewelyn Davies, y su abuela Emma du Maurier). Dos de los hermanos de Davies murieron antes de ser adulto: George Llewelyn Davies murió en combate en la Primera Guerra Mundial en 1915, mientras que Michael Llewelyn Davies se ahogó con un amigo cercano en 1921. Nicholas asistió al Eton College y comenzó en la Universidad de Oxford en 1922, pero continuó pasando las vacaciones con Barrie.

## Vida adulta

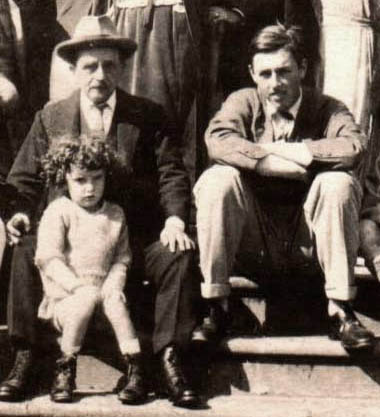
Nico (derecha) junto a J.M. Barrie

En 1926 se casó con Mary James, hija de Walter John James, 3er Barón de Northbourne y tuvieron una hija Laura, nacida en 1928. Barrie se convirtió en padrino de Laura. En 1935 se unió a la firma editorial de su hermano, Peter Davies. Su hermano Jack Llewelyn Davies murió en 1959 y Peter se suicidó en 1960. Como el último sujeto sobreviviente de la miniserie de la BBC de Londres de 1978 The Lost Boys, fue consultor del escritor Andrew Birkin.
Murió el 14 de octubre de 1980 en su casa en Eythorne, Kent.